# Horastrea indica
Horastrea indica är en korallart som beskrevs av Marcel Pichon 1971. Horastrea indica ingår i släktet Horastrea och familjen Siderastreidae. IUCN kategoriserar arten globalt som sårbar. Inga underarter finns listade i Catalogue of Life.